# اکرم پدرام‌نیا
اکرم پدرام‌نیا (زادهٔ ۲۸ بهمن ۱۳۴۸ در کاشان) پزشک، مترجم و نویسندهٔ ایرانی است. از او آثار متعددی به چاپ رسیده است.

## زندگی
او در خانواده‌ای سیاسی بزرگ شده است. در سال ۱۳۶۶ در دانشکده ادبیات و علوم انسانی دانشگاه تهران، در رشته زبان و ادبیات انگلیسی پذیرفته شد. سپس در سال ۱۳۶۹ به دانشگاه علوم پزشکی ایران وارد شد و در رشته پزشکی تحصیل کرد.
در آذرماه ۱۳۷۹ به کانادا هجرت کرد. در سال ۱۳۹۴ از دانشگاه مک‌مستر (کانادا) در رشتهٔ تخصصی انفورماتیک پزشکی (Health Informatics) فارغ‌التحصیل شد. اکرم پدرام‌نیا عضو انجمن قلم کانادا و از اعضای فعال بنیاد ادبی جیمز جویس و دارای بورس دوماهه تحقیقی جیمز جویس در زوریخ (سوییس) است.
پدرام‌نیا در سال‌های اخیر در زمینه‌‌ی ادبیات و آثار ناباکف و جویس‌ در دانشگاه‌های کالج دابلن، انتوِرپ، مکزیکوسیتی، گلاسگو، استنفورد، نیویورک و بنیاد جیمز جویس در زوریخ، جشنواره ادبی سولوتورن سخنرانی کرده است.

## مبارزه با سانسور آثار ادبی در ایران

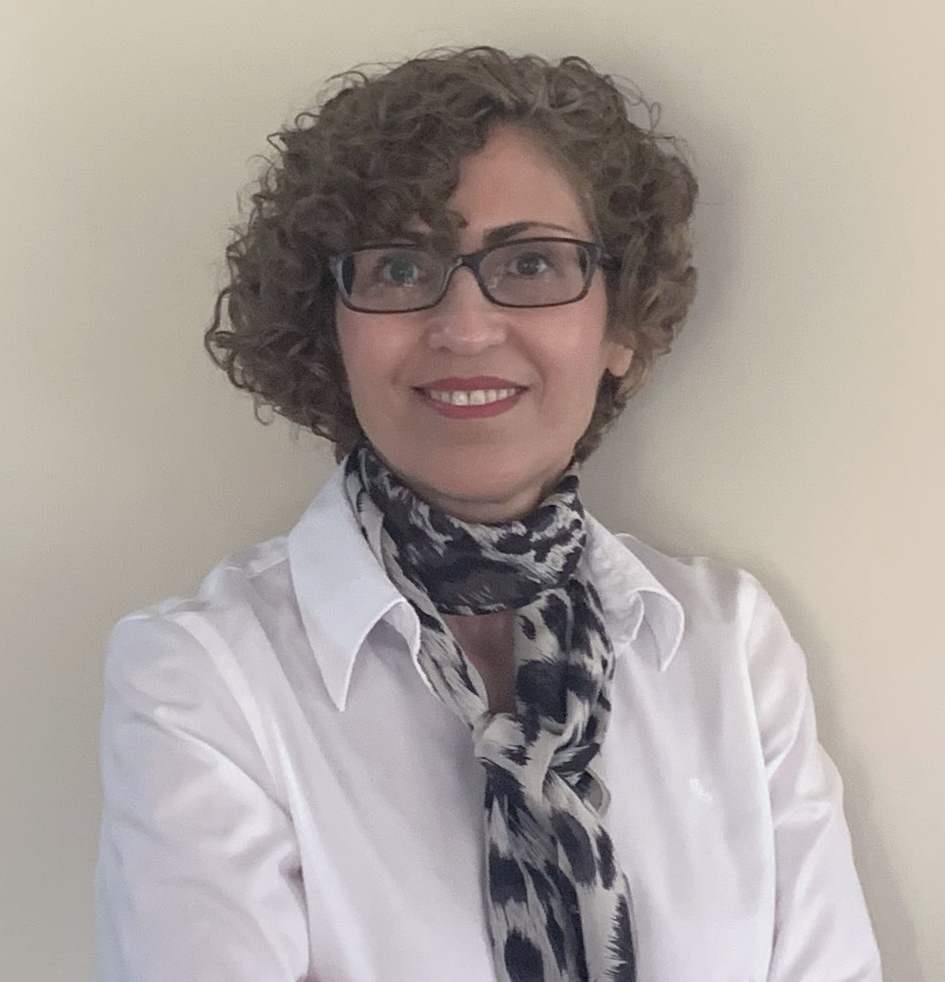
اکرم پدرام نیا

نام اکرم پدرام‌نیا از سال ۱۳۹۳ با انتشار ترجمهٔ بدون سانسور رمان لولیتا اثر ولادیمیر ناباکوف در افغانستان و در اعتراض به سانسور ادبی در کشور، در ایران و جهان مطرح شده است. روزنامه‌های گلوب اند میل چاپ کانادا، ایل فایلیو چاپ ایتالیا و نویه زورشر زایتونگ چاپ آلمان در مقالاتی مختلف به بررسی تلاش او برای غلبه بر سانسور پرداخته‌اند.

## انتشار رمانیولسیز (اولیس)
رمان مشهور اولیس اثر جیمز جویس توسط منوچهر بدیعی سال‌ها پیش ترجمه شده ولی بعدها او از انتشارش صرف نظر کرده بود. پدرام‌نیا در پاییز ۱۳۹۷ در مصاحبه با ایسنا اعلام کرد که چند سال است که سرگرم ترجمه کتاب اولیس (یولسیز) است و بزودی و در صد سالگی انتشار بدون سانسور اصل کتاب در پاریس، آن را در شش جلد در خارج از ایران و بدون سانسور منتشر می‌کند. در فروردین ۹۸ نشر نوگام در لندن جلد اول یولسیز را منتشر کرد و اعلام نمود که در چند ماه آینده کتاب به رایگان در اینترنت قرار داده خواهد شد. در خرداد ۹۸ بنیاد ادبیات ایرلند به عنوان حامی آثار ادبیات ایرلند، یولسیز با ترجمهٔ اکرم پدرام نیا را برای حمایت مادی و معنوی خود برگزید. تاکنون چهار جلد از این اثر منتشر و ای‌بوک آن به‌رایگان در اختیار خوانندگان فارسی‌زبان قرار داده شده است. 

### انتشار رمانلولیتا
اکرم پدرام‌نیا رمان لولیتا نوشته ولادیمیر ناباکوف را ترجمه کرد. انتشار رمان لولیتا به زبان فارسی به دلیل اهمیت آن و اینکه برای سال‌ها ترجمه تازه‌ای از آن وجود نداشته، قابل توجه است. با توجه به شرایط سانسور ادبی در ایران امکان انتشار این کتاب در ایران وجود نداشت. کتاب توسط نشر زریاب در کشور افغانستان چاپ و منتشر شد و به صورت غیرقانونی در کشور توزیع شد. منوچهر فرادیس، مدیر نشر زریاب در کابل که خود نویسنده است در گفتگو با بخش فارسی رادیو فرانسه در مورد این موضوع می‌گوید: «ترجمه ذبیح‌الله منصوری از این کتاب بیشتر ترجمه و تألیف محسوب می‌شد؛ اما ترجمه تازه از این کتاب که اکرم پدرام‌نیا آن را انجام داده؛ در واقع نخستین ترجمه کاملاً وفادار به متن رمان لولیتا است که به زبان فارسی منتشر می‌شود.»

### جنجال دربارهٔ توزیع رمانلولیتادرایران
توزیع رمان مشهور «لولیتا» در ایران، خشم رسانه‌های حکومتی را برانگیخته است. درحالی که این رمان از آثار مهم ادبیات جهان به‌شمار می‌رود، خبرگزاری فارس آن را «موهن» خوانده و از مقامات وزارت ارشاد خواسته تا از توزیع این کتاب جلوگیری کنند. مهدی فیروزان، مدیرعامل «شهر کتاب» در مورد فروش این رمان، در برخی شعبه‌های شهر کتاب به خبرگزاری فارس گفته که رمان لولیتا در این مجموعه به فروش نرفته است. اما مسئولان یکی از فروشگاه‌های شهر کتاب در گفتگو با این خبرگزاری وجود نسخه‌هایی از این کتاب را در لیست کتاب‌های خود تأیید کرده‌اند.

### رمان
- نفیر کویر - نشر قطره(۱۳۸۹)[۲۷]
- زیگورات - چاپ اول نشر قطره، (۱۳۸۹) چاپ دوم: نشر نفیر (۱۳۹۵)، راهیافته به مرحله نهایی جایزه ادبی مهرگان سال ۱۳۹۱[۲۸]
- زمستان تپه‌های سوماً - انتشارات نگاه:(۱۳۹۳)
- روی نت بمان - نشر نوگام (۱۴۰۳) [۲۹]

### داستان کوتاه
- یک روز یک نویسنده
- برگ‌های پاییزی

### داستان کوتاه (ترجمه)
- یک از یک، اثر کالم توبین
- کف و دیگر هیچ، اثر هرناندو تلز
- خیابان اج مونت، اثر ئی. ال. دکتروف (داستان دوم از مجموعه ۱۲ داستان کوتاه به نام All the Time in the World: New and Selected Stories)[۳۰]

### ترجمه‌ها
- یولسیز (اولیس) اثر جیمز جویس، نشر نوگام جلد اول تا جلد چهارم - از بهار ۱۳۹۸ تا بهار ۱۴۰۳ منتشر شده‌اند.
- لولیتا اثر ولادیمیر ناباکوف نشر زریاب، افغانستان (۱۳۹۴)
- گیلگمش، اثر جوآن لندن - نشر افق(۱۳۸۸)[۳۱]
- لطیف است شب، اثر اف. اسکات فیتزجرالد - چاپ اول: نشر قطره (۱۳۸۸)- چاپ دوم: نشر میلکان (۱۳۹۳)[۳۲]
- کلارا کالان اثر ریچارد بی. رایت - نشر نفیر، چاپ اول: (۱۳۹۵)، چاپ دوم: (۱۳۹۶)[۳۳]

### کودکان
- ۵۰ درجه زیر صفر اثر رابرت مانش نشر نگارینه(۱۳۸۸)
- تا هستم و هست دارمش دوست اثر رابرت مانش نشر نگارینه (۱۳۸۸)
- جاناتان همه‌جا را تمیز کرد… اثر رابرت مانش نشر نگارینه (۱۳۸۸)

### اجتماعی
- دولت‌های فرومانده، نویسنده: نوام چامسکی نشر افق: (۱۳۸۷) چاپ دوم: (۱۳۸۹) چاپ سوم: (۱۳۹۳)

### علمی-پژوهشی
- روان‌شناسی خواندن و ترویج کتاب‌خوانی، نشر قطره چاپ اول: (۱۳۸۶) چاپ دوم: (۱۳۸۸) چاپ سوم: (۱۳۹۲)
- روان‌شناسی نوجوان، نشر قطره(۱۳۸۷)